# 朱迅
朱迅（しゅ じん、1973年9月7日 -）は、中華人民共和国のアナウンサー。かつて日本で、タレントとして活躍した。
北京出身。1987年、14歳の時から青少年向けテレビや映画に出演。1990年9月、17歳で来日し、1992年、亜細亜大学に入学する。1995年には半年間ケンブリッジ大学に短期留学し英語を学んだ。そのかたわら、1993年から1999年にかけてNHK教育テレビ「中国語会話」にアシスタントとして出演した。さらに1997年から1999年にかけてテレビ朝日「トゥナイト2」にもレポーターとして出演するなどタレント活動をする一方、亜細亜大学大学院で経営学を修めた。1999年以降、中国中央電視台で国際放送アナウンサーとなり、「快楽中国」「歓聚一堂」の司会者として活躍を続けている。
外国語に堪能で才色兼備なキャスターとして高い評価を得る一方、日本時代にお色気色の強い番組である「トゥナイト2」や、援助交際を含むコギャル文化を描いた映画「バウンス ko GALS」(1997)に出演していたことは、中国で今なお否定的にとらえる向きもある。